# 4780 Polina
A 4780 Polina (ideiglenes jelöléssel 1979 HE5) a Naprendszer kisbolygóövében található aszteroida. Nyikolaj Sztyepanovics Csernih fedezte fel 1979. április 25-én.